# Mortal Love
Mortal Love est un groupe de metal gothique norvégien, originaire d'Elverum. Il a été formé en 2000 et mis en suspens en 2011.

## Biographie
Mortal Love est formé au début de 2000,. En décembre 2002, deux ans après leur formation, ils publient leur premier album studio, All the Beauty..., au label Massacre Records. À partir de cette sortie, le groupe lance la trilogie d'une histoire d'amour tragique basée sur des faits réels.
En 2005, ils continuent leur histoire avec la sortie de leur deuxième album studio, I Have Lost....
En 2006, ils publient leur troisième et dernier album en date, Forever Will Be Gone. Leurs trois albums sont enregistrés au Space Valley Studio avec le producteur Zet. En août 2008, le groupe rapporte sur son MySpace l'écriture de nouvelles chansons. 
Le 21 novembre 2010, le groupe annonce sur Tumblr 50 chansons terminées, mais seulement dix seront incluses sur leur prochain album. Cependant, ils expliquent que les chansons sont « moins agressive » et, de ce fait, leur label Massacre Records a refusé de financer leur album. Le 8 juillet 2011, Mortal Love annonce une pause à durée indéterminée à cause de problèmes personnels. Les membres se sépareront d'un commun accord. Avant la fin de leur contrat avec Massacre Records, ce dernier publie un best-of, intitulé Best of the Trilogy... All the Beauty I Have Lost Forever Will Be Gone, en novembre la même année.

## Membres

### Derniers membres
- Catherine « Cat » Nyland - chant
- Hans Olav « Lev » Kjeljebakken) - basse, chant
- Lars« Rain6 » Bæk - guitare, programmation
- Pål Wasa « Damous » Johansen) - batterie
- Ole Kristian « Mulciber » Odden) - claviers, programmations

### Ancien membre
- Ørjan « Gabriah » Jacobsen - guitare (2000–2005)

## Discographie

### Albums studio
- 2002 : All the Beauty...
- 2005 : I Have Lost...
- 2006 : Forever Will Be Gone

### EP
- 2005 : Adoration

### Singles
- 2005 : Adoration
- 2009 : Crave Your Love (Acoustic Version)

### Compilation
- 2011 : Best of the Trilogy... All the Beauty I Have Lost Forever Will Be Gone